# Hotzenwald
Hotzenwald este o zonă împădurită din Baden-Württemberg situată la sud de Pădurea Neagră din Germania.